# Huron (Ohio)
Huron es una ciudad ubicada en el condado de Erie en el estado estadounidense de Ohio. En el Censo de 2010 tenía una población de 7149 habitantes y una densidad poblacional de 357,17 personas por km².

## Geografía
Huron se encuentra ubicada en las coordenadas 41°23′52″N 82°33′45″O / 41.39778, -82.56250. Según la Oficina del Censo de los Estados Unidos, Huron tiene una superficie total de 20.02 km², de la cual 12.53 km² corresponden a tierra firme y (37.41%) 7.49 km² es agua.

## Demografía
Según el censo de 2010, había 7149 personas residiendo en Huron. La densidad de población era de 357,17 hab./km². De los 7149 habitantes, Huron estaba compuesto por el 96.39% blancos, el 0.94% eran afroamericanos, el 0.25% eran amerindios, el 0.55% eran asiáticos, el 0.01% eran isleños del Pacífico, el 0.32% eran de otras razas y el 1.54% pertenecían a dos o más razas. Del total de la población el 2.27% eran hispanos o latinos de cualquier raza.